# Svájc az 1924. évi téli olimpiai játékokon
Svájc a franciaországi Chamonix-ban megrendezett 1924. évi téli olimpiai játékok egyik részt vevő nemzete volt. Az országot az olimpián 7 sportágban 30 sportoló képviselte, akik összesen 3 érmet szereztek.

## Érmesek
| Érem  | Versenyző                                                      | Sportág         | Versenyszám  |
| ----- | -------------------------------------------------------------- | --------------- | ------------ |
| Arany | Alfred Neveu Eduard Scherrer Alfred Schläppi Heinrich Schläppi | Bob             | Férfi ötös   |
| Arany | Adolf Aufdenblatten Alphonse Julen Antoine Julen Denis Vaucher | Military patrol | Csapat       |
| Bronz | Georges Gautschi                                               | Műkorcsolya     | Férfi egyéni |

## Bob
| Versenyző                                                      | 1. futam | 1. futam | 2. futam      | 2. futam      | 3. futam | 3. futam | 4. futam | 4. futam | Összesítés | Összesítés |
| Versenyző                                                      | Idő      | Hely.    | Idő           | Hely.         | Idő      | Hely.    | Idő      | Hely.    | Idő        | Helyezés   |
| -------------------------------------------------------------- | -------- | -------- | ------------- | ------------- | -------- | -------- | -------- | -------- | ---------- | ---------- |
| Eduard Scherrer Alfred Neveu Alfred Schläppi Heinrich Schläppi | 1:27,39  | 1.       | 1:26,60       | 1.            | 1:25,02  | 1.       | 1:26,53  | 2.       | 5:45,54    |            |
| Charles Stoffel Alois Faigle Anton Guldener Edmond Laroche     | 5:38,00  | 9.       | nem ért célba | nem ért célba | kiesett  | kiesett  | kiesett  | kiesett  | kiesett    | kiesett    |

## Északi összetett
| Versenyző              | Sífutás | Sífutás | Sífutás | Síugrás  | Síugrás  | Síugrás  | Síugrás  | Síugrás | Síugrás | Összesítés | Összesítés |
| Versenyző              | Sífutás | Sífutás | Sífutás | 1. ugrás | 1. ugrás | 2. ugrás | 2. ugrás | Össz.   | Össz.   | Összesítés | Összesítés |
| Versenyző              | Idő     | Pont    | Hely.   | Távolság | Pont     | Távolság | Pont     | Pont    | Hely.   | Pont       | Helyezés   |
| ---------------------- | ------- | ------- | ------- | -------- | -------- | -------- | -------- | ------- | ------- | ---------- | ---------- |
| Xavier Affentranger    | 1:36:36 | 9,000   | 14.     | 33,0     | 12,917   | 34,0     | 13,833   | 13,375  | 16.     | 11,188     | 17.        |
| Hans Eidenbenz         | 1:39:51 | 7,375   | 16.     | 36,5     | 14,708   | 41,5     | 16,458   | 15,583  | 10.     | 11,479     | 15.        |
| Alexandre Girard-Bille | 1:41:43 | 6,500   | 17.     | 38,0     | 15,916   | 41,0     | 17,5     | 16,708  | 5.      | 11,604     | 14.        |
| Peter Schmid           | 1:33:34 | 10,375  | 9.*     | 34,5     | 14,291   | 33,0     | 13,833   | 14,062  | 14.     | 12,219     | 11.*       |

* - egy másik versenyzővel azonos eredményt ért el

## Jégkorong
| Svájci férfi jégkorongcsapat-játékoskeret                                                       | Svájci férfi jégkorongcsapat-játékoskeret                                                      |
| ----------------------------------------------------------------------------------------------- | ---------------------------------------------------------------------------------------------- |
| - Fred Auckenthaler - Walter von Siebenthal - Edouard Filliol - Marius Jaccard - Ernest Jacquet | - Bruno Leuzinger - Ernest Mottier - Peter Müller - René Savoie - Donald Unger - André Verdeil |

### Eredmények
Csoportkör
A csoport
| Csapat        | M | Gy | D | V | G+ | G– | Gk  | P |
| ------------- | - | -- | - | - | -- | -- | --- | - |
| Kanada        | 3 | 3  | 0 | 0 | 85 | 0  | +85 | 6 |
| Svédország    | 3 | 2  | 0 | 1 | 18 | 25 | –7  | 4 |
| Csehszlovákia | 3 | 1  | 0 | 2 | 14 | 41 | –27 | 2 |
| Svájc         | 3 | 0  | 0 | 3 | 2  | 53 | –51 | 0 |

| 1924. január 28. | Svédország (SWE) | 9 – 0 (3–0, 3–0, 3–0) | Svájc | Chamonix |

|  |  |  |  |  |
|  |  |  |  |  |
|  |  |  |  |  |
|  |  |  |  |  |

| 1924. január 30. | Kanada (CAN) | 33 – 0 (8–0, 11–0, 14–0) | Svájc | Chamonix |

|  |  |  |  |  |
|  |  |  |  |  |
|  |  |  |  |  |
|  |  |  |  |  |

| 1924. február 1. | Csehszlovákia (TCH) | 11 – 2 (4–0, 3–2, 4–0) | Svájc | Chamonix |

|  |  |  |  |  |
|  |  |  |  |  |
|  |  |  |  |  |
|  |  |  |  |  |

| Csapat | Helyezés |
| ------ | -------- |
| Svájc  | 8.       |

## Military patrol
| Versenyző                                                      | Időeredmény | Célpont | Eredmény | Helyezés |
| -------------------------------------------------------------- | ----------- | ------- | -------- | -------- |
| Adolf Aufdenblatten Alphonse Julen Antoine Julen Denis Vaucher | 4:00:06     | 8       | 3:56:06  |          |

## Műkorcsolya
| Versenyző        | Versenyszám  | Kötelező elemek   | Kötelező elemek | Kűr               | Kűr   | Összesítés                     | Összesítés                     | Összesítés                     | Összesítés                     | Összesítés                     | Összesítés                     | Összesítés                     | Összesítés        | Összesítés  | Összesítés | Összesítés |
| Versenyző        | Versenyszám  | Kötelező elemek   | Kötelező elemek | Kűr               | Kűr   | Helyezési pontszámok bírónként | Helyezési pontszámok bírónként | Helyezési pontszámok bírónként | Helyezési pontszámok bírónként | Helyezési pontszámok bírónként | Helyezési pontszámok bírónként | Helyezési pontszámok bírónként | Több. hely. száma | Hely. össz. | Pont       | Helyezés   |
| Versenyző        | Versenyszám  | Több. hely. száma | Hely.           | Több. hely. száma | Hely. | 1                              | 2                              | 3                              | 4                              | 5                              | 6                              | 7                              | Több. hely. száma | Hely. össz. | Pont       | Helyezés   |
| ---------------- | ------------ | ----------------- | --------------- | ----------------- | ----- | ------------------------------ | ------------------------------ | ------------------------------ | ------------------------------ | ------------------------------ | ------------------------------ | ------------------------------ | ----------------- | ----------- | ---------- | ---------- |
| Georges Gautschi | Férfi egyéni | 6×3+              | 3.              | 5×5+              | 4.    | 3,0                            | 4,0                            | 4,0                            | 3,0                            | 3,0                            | 3,0                            | 3,0                            | 5×3+              | 23,0        | 2233,50    |            |

## Sífutás
| Versenyző              | Versenyszám | Eredmény      | Helyezés      |
| ---------------------- | ----------- | ------------- | ------------- |
| Xavier Affentranger    | 18 km       | 1:36:36,2     | 22.           |
| Hans Eidenbenz         | 18 km       | 1:39:51,8     | 25.           |
| Alexandre Girard-Bille | 18 km       | 1:41:43,4     | 26.           |
| Peter Schmid           | 18 km       | 1:33:34,8     | 14.           |
| Alfred Aufdenblatten   | 50 km       | nem ért célba | nem ért célba |
| Hans Herrmann          | 50 km       | nem ért célba | nem ért célba |
| Simon Julen            | 50 km       | nem ért célba | nem ért célba |

## Síugrás
| Versenyző              | 1. ugrás | 1. ugrás | 1. ugrás | 2. ugrás | 2. ugrás | 2. ugrás | Összesítés | Összesítés |
| Versenyző              | Távolság | Pont     | Hely.    | Távolság | Pont     | Hely.    | Pont       | Helyezés   |
| ---------------------- | -------- | -------- | -------- | -------- | -------- | -------- | ---------- | ---------- |
| Xavier Affentranger    | –        | 2,667~   | 25.*     | 32,5     | 12,960   | 20.      | 7,813      | 24.        |
| Hans Eidenbenz         | 42,0     | 16,460   | 11.      | –        | 4,167~   | 25.      | 10,313     | 23.        |
| Alexandre Girard-Bille | 40,5     | 16,710   | 8.       | 41,5     | 16,877   | 9.       | 16,793     | 8.         |
| Peter Schmid           | 33,0     | 13,500   | 19.      | 33,5     | 13,375   | 19.      | 13,438     | 18.        |

* - egy másik versenyzővel azonos eredményt ért el

~ - az ugrás során elesett